# Coleção William Lipkind

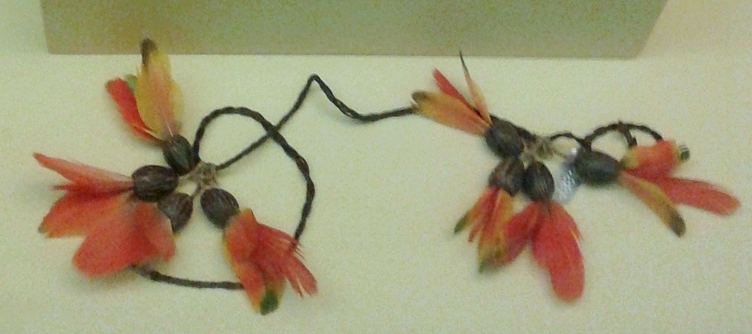
Ornato, da Coleção William Lipkind, no Museu Nacional.

A Coleção William Lipkind, ou ainda Coleção Karajá William Lipkind, é uma das coleções em exposição no Museu Nacional, no Rio de Janeiro. O acervo reúne objetos recolhidos pelo antropólogo William Lipkind, entre 1937 e 1939, enquanto realizou trabalho de campo em comunidades Karajá, em Goiás e no Mato Grosso, e doados à então diretora do Museu Nacional Heloísa Alberto Torres. No museu, as peças da coleção estavam principalmente expostas na Sala Os Karajás, uma das de maior destaque no museu.
Estimou-se que a coleção continha pelo menos 527, registrados nos livros de tombo em março de 1939. Havia na coleção objetos do cotidiano e adereços, principalmente. A pesquisa e consequente coleta de objetos realizadas por Lipkind foram consideradas pioneiras.

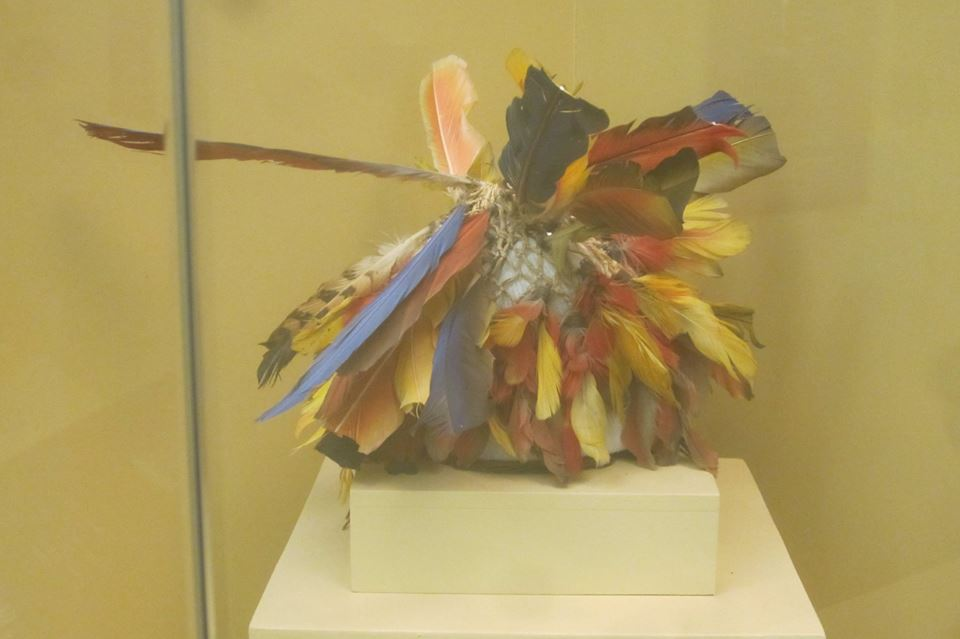
Coifa, na coleção.

Pelo menos parte desta coleção foi destruída no incêndio de 2018 no Museu Nacional.